# Halo Wars 2
Halo Wars 2 là một trò chơi video chiến lược thời gian thực được phát triển bởi 343 Industries và Creative Assembly, được xuất bản bởi Microsoft Studios và phát hành vào tháng 2 năm 2017 trên Windows và Xbox One. Trò chơi được đặt trong vũ trụ khoa học viễn tưởng của thương hiệu Halo vào năm 2559.
Trong Halo Wars 2, người chơi sẽ xây dựng các công trình để triển khai bộ binh và đơn vị xe, và chỉ huy quân đội của mình nhằm để tiêu diệt cơ sở của đối thủ hoặc để nắm bắt và kiểm soát vùng lãnh thổ trên chiến trường. Chiến thuật tốt nhất là cân bằng giữa tấn công và phòng ngự, trong đó xe quân sự phát huy hiệu quả trong chiến đấu chống lại binh, bộ binh phát huy hiệu quả khi chống lại máy bay, và máy bay phát huy hiệu quả khi chống lại xe quân sự.